# 第一次大陸間戦争
第一次大陸間戦争（だいいちじたいりくかんせんそう）はトミー（現タカラトミー）から販売されている『ゾイド』シリーズで描かれた架空の戦争の名称。ヘリック共和国とガイロス帝国の間で5年にわたり繰り広げられた。両国ともこれまでにない超強力なゾイドを投入し、相手の首都を攻撃しあうなど激戦を展開したが、巨大彗星の月への衝突にはじまる惑星Zi大異変で両国とも戦争継続が不可能になり休戦となった。

## 舞台背景
ZAC2051年3月、ゼネバス帝国はヘリック共和国に首都を陥落され、ニカイドス島にまで追い詰められた。ゼネバス皇帝は暗黒大陸のガイロス帝国（暗黒軍）に救援を求めるが、残存していたゾイドと将兵を連れ去られてしまった。ヘリック共和国は接収されるゼネバス兵を載せたホエールカイザーの1機を撃墜し、その中の資料からヘリック大統領はガイロス帝国が開発している共和国侵略のための“最終兵器”の存在を知り、ガイロス皇帝の野望を阻止するため、暗黒大陸進出を開始する。

### 暗黒大陸上陸
改造マッドサンダーを主力とした海空同時の第一次暗黒大陸上陸作戦は失敗に終わるが、別地点より新型ゾイドを投入した第二次上陸作戦は成功し、上陸地点は「エントランス湾」と命名され共和国軍の橋頭堡となる。共和国軍は最終兵器を探し出すべく偵察隊を編成し、発見した工場をマッドサンダーを囮とした奇策により襲撃したが、最終兵器そのものは発見できなかった。

### ギル・ベイダー登場
ZAC2053年10月、共和国前線基地の旗艦タートルシップに直撃した隕石の中から暗黒軍の最終兵器「ギル・ベイダー」が出現し、その圧倒的な戦闘力で共和国軍の前線基地を壊滅させた。ギル・ベイダーは共和国首都ヘリックシティの爆撃を敢行し、8万人の市民と防空任務に当たっていたグラハム空軍大尉の命を奪った。劣勢に陥った共和国は、補給中のギル・ベイダーを基地内で爆破する作戦を敢行したが失敗し、サラマンダーF2など強力なゾイドを失った。
ZAC2054年5月、制空権をギル・ベイダーに奪われエントランス湾まで追い詰められた共和国軍は、劣勢を挽回するため、中央大陸に残った全てのマッドサンダーを改造して暗黒大陸へ向かわせるという作戦をとった。5月10日のヘリック共和国海軍記念日に改造マッドサンダー「サンダーパイレーツ」を旗艦とする35隻のマッド艦隊が暗黒大陸に向かい出港した。トライアングルダラスにて一機のギル･ベイダーと接触した艦隊はこれを撃墜したが、着水したギル・ベイダーは水中から艦隊を攻撃、対潜用の兵器を持たない艦隊は反撃できぬまま、ギル・ベイダーの第二次攻撃部隊により全滅させられた。
ZAC2054年6月2日、共和国軍は新型空戦ゾイド、オルディオスを完成させた。ロイ・ジー・クルーガ中尉はオルディオスでギル・ベイダーを超高空へと誘い出し撃墜に成功する。ガイロス皇帝はギル･ベイダー撃墜の報とオルディオス500機配備の虚報を受け、中央大陸に向かわせたギル･ベイダー大隊を撤収させた。

### 共和国軍の反撃
ZAC2055年、共和国軍はサラマンダーF2によって暗黒軍との制空戦闘に勝利し、暗黒大陸内部への進行を開始する。ゴッドクライやデビルメイズまで歩を進めた共和国軍であったが、待ち構えていたシュテルマー中尉の駆るギルベイダーによって大反撃を受け、窮地に立たされる。こうして共和国軍は退却を決定。ガイロス皇帝は暗黒軍にその追撃を命令した。
ZAC2056年、共和国は囚われのゼネバスを救出するため、オルディオス飛行中隊とトランスファイターゾイド（通称TFゾイド）部隊を編成し、進撃を開始する。これに対し、暗黒軍はガン・ギャラド、デス・キャット、アイス・ブレーザーを中心とする「暗黒軍団」を投入したため、その救出作戦は失敗した。

### キングゴジュラスロールアウト
共和国軍は新鋭ゾイドを集結させ、総力を挙げて大攻勢を開始。一方、暗黒軍は暗黒軍団をもって迎え撃ち、共和国軍のゾイドを次々と撃破していき激しい抵抗を見せたが、ヘリックは一歩も引かぬ覚悟を固めた。激戦は続いたが、共和国軍は最終決戦用に開発したゾイド、キングゴジュラスをロールアウトさせた。ギル・ベイダーをも超える戦闘力を持つキングゴジュラスの投入により、形勢は一気に共和国軍に傾いた。キングゴジュラスは暗黒軍団さえものともせず帝都まで圧し進むが、そこに接近していた巨大彗星がZiの衛星の一つと激突したことによる大災害が発生。戦闘継続は不可能と判断したヘリックはキングゴジュラスを自爆させ、部下と共に暗黒大陸から脱出した。大異変の最中、かつての皇帝ゼネバスはひっそりと息を引き取っている。

## ゾイドリバースセンチュリー

### 休戦条約
惑星Zi大異変（グランドカタストロフ）により両国とも戦争継続が不可能になったが、まだ国家間で正式な休戦協定を結ばれたわけでは無く、再び交戦状態になるかどうかわからない不安定な緊張状態の中にあった。だが、現状では双方とも大異変の影響で軍事行動を起こせるほど戦力が無く、また主戦力であるゾイドも大異変による磁気嵐の影響で機能が低下した状態でまったくの無力であった。
大異変から1年後のZAC2057年、西方大陸エウロペに位置する砂漠地帯「レッドラスト」にあるカシル村にてヘリック大統領に保護されたゼネバスの娘、エレナを仲介役に休戦協定の会談が行われようとしていた。しかし、ガイロス帝国の軍上層部は和平反対派が多くエレナの抹殺を企てていた。そして和平反対派は行動を起こし、地中からガイロス帝国の新型ゾイド「ヴァルガ」が出現。さらに磁気嵐対応化したヘルディガンナーを従えて会談の場を襲撃し、警戒にあたっていた共和国軍と交戦。ヘリック大統領とエレナは辛くも脱出し事なきを得た。レッドラストでの交戦は共和国軍が勝利したが、実質的には辛勝であった。この事件により休戦交渉は決裂、エレナは共和国に亡命することになった。そして、回収されたヘルディガンナーの残骸や分析されたヴァルガとの戦闘データから、帝国軍が失われた技術を再生させようと企んでいると知った共和国軍はそれを阻止すべく、挙兵を決意した。

### リーバンテ島上陸作戦
ZAC2059年10月、共和国軍諜報部はガイロス帝国の研究施設が置かれているリーバンテ島にて禁断のオーバーテクノロジーの再現が進められているという情報を掴む。このことにより「オペレーション・アイアンハンド」がヘリック大統領によって発令。オーバーテクノロジーを生むキングゴジュラスの残骸の奪取ないし破壊と下され、ヘリック共和国軍第34上陸部隊がリーバンテ島へ向かった。だが、敵軍の抵抗激しく上陸部隊は混乱し苦戦するも、上陸は成功。上陸部隊は研究施設へ一気に攻め込んだ。しかし、偵察部隊のエクスグランチュラが赤い大型ゾイドを発見。それこそレッドホーンの後継機であるクリムゾンホーンであった。
クリムゾンホーンの圧倒的戦闘力に追い詰められた上陸部隊であったが、その中の一団が施設内への潜入に成功。しかし、キングゴジュラスの残骸は発見できなかった。これこそローアン・ザクーリ特佐の罠で彼はリーバンテ島を維持する重力制御装置を解除して施設を崩壊させ共和国軍上陸部隊を島もろとも葬り去ろうとした。罠に気づいた上陸部隊は島を脱出。結果的には帝国軍の研究施設は破壊したものの手痛い損害を被りキングゴジュラス抹消作戦は失敗。帝国側はキングゴジュラスのオーバーテクノロジーの解析を進めつつあると上陸部隊の報告を受けたヘリック大統領は思わず亡き弟ゼネバスに助けを求めるような言葉を発した。数日後、上陸部隊の帰還を祝うパレードが催される中、国民に向けて笑顔を振りまくヘリック大統領の心中は穏やかではなかった。なお、これによって第一章完と結ばれており、「リバースセンチュリー」における戦争の結末や、第二次大陸間戦争が勃発するZAC2099年までの経緯は不明となっている。

## 年表
| ZAC暦            | 出来事 |
| ---------------- | --- |
| ZAC2051年10月    | ヘリック共和国軍、海空から暗黒大陸へ上陸作戦を敢行するもガイロス帝国（暗黒軍）に撃退され、上陸作戦は失敗。 |
| ZAC2052年6月     | 共和国軍、最新ゾイド、ガンブラスター、タートルシップを擁して第二次暗黒大陸上陸作戦を敢行。上陸作戦は成功し、上陸地点はエントランス湾（入口湾）と命名される。 |
| ZAC2052年11月    | ヘリック大統領、偵察ゾイドの数を3倍に増やすよう命令。赤外線センサーを装備したプテラス、エントランス湾から800km離れた山中にて大規模な兵器工場の存在を確認。共和国軍、マッドサンダーを囮に暗黒軍兵器工場を襲撃。 |
| ZAC2053年10月    | 共和国軍の暗黒大陸最前線基地が暗黒軍の襲撃を受け、さらに巨大な隕石が飛来。落下した隕石から共和国軍が「最終兵器」と呼称されたギル・ベイダーが姿を現す。ギル・ベイダー、敵首都であるヘリックシティを空爆。迎撃に出たグラハム大尉以下、首都市民8万の命を奪う。 |
| ZAC2054年2月     | ギル・ベイダーの登場によって共和国軍は劣勢に陥り、前線の拠点を次々と失う。サラマンダー洋上部隊所属のロイ・ジー・クルーガ少尉（のちに中尉）、エントランス湾空爆後、基地へ帰還中のギル・ベイダーを追撃。同時にホワイト大佐率いる基地潜入部隊のキングライガー部隊およびマッドサンダーが基地を襲撃するも返り討ちにあう。クルーガ少尉、マッドサンダーをかばって撃墜されるが、脱出に成功する。                                                                          |
| ZAC2054年5月10日 | ヘリック共和国海軍記念日にあたるこの日、ベルガー提督率いる35隻のマッドサンダーの艦隊が暗黒大陸へ向けて発進するが、トライアングルダラスの海域でギル・ベイダーの奇襲を受けてマッド艦隊は壊滅。 |
| ZAC2054年6月2日  | 10機のギル・ベイダーがヘリック共和国の主要都市を目指して発進。そのころ、オルディオスを操縦するクルーガ中尉が、地上の暗黒軍ゾイドを蹴散らしギル・ベイダーを誘引し、交戦。空中で激突し両方とも墜落。クルーガは墜落寸前にベイルアウトし、脱出。その後、第一次暗黒大陸上陸作戦で置き去りにしたレイノスを見つけ、中央大陸へ向けて飛行。ガイロス皇帝は、ギル・ベイダー撃墜の報とオルディオス500機配備の虚報を受け、中央大陸に向かわせたギル・ベイダー大隊へ撤収を命令。 |
| ZAC2055年        | 共和国軍、サラマンダーF2の活躍もあり制空戦闘に勝利。暗黒大陸内部へ進撃を図る。しかし、ギル・ベイダーの登場によって大打撃を受け、退却。 |
| ZAC2056年        | ヘリック共和国軍、TFゾイドとオルディオスの混成部隊でゼネバス救出作戦を敢行。 |
| ZAC2056年        | ヘリック共和国軍とガイロス帝国軍(暗黒軍)の最終決戦。彗星によって惑星Zi大異変が発生し、両軍は戦闘不能となりそのまま戦争は集結を迎える。 |